# Pegomya agilis
Pegomya agilis este o specie de muște din genul Pegomya, familia Anthomyiidae, descrisă de Xue în anul 2006. Conform Catalogue of Life specia Pegomya agilis nu are subspecii cunoscute.